# Liste der Baudenkmäler in Jüchen
Die Liste der Baudenkmäler in Jüchen enthält die denkmalgeschützten Bauwerke auf dem Gebiet der Stadt Jüchen im Rhein-Kreis Neuss in Nordrhein-Westfalen (Stand: September 2021). Diese Baudenkmäler sind in der Denkmalliste der Stadt Jüchen eingetragen; Grundlage für die Aufnahme ist das Denkmalschutzgesetz Nordrhein-Westfalen (DSchG NRW).

Die Denkmalnummern 5, 8, 10, 14, 16, 18, 33, 54, 57, 62, 65, 66, 67, 68, 72, 76, 77, 86, 88, 93, 94, 95, 96, 102, 109, 110, 111, 115, 117, 120, 127, 128, 129, 130, 133, 141, 152, 153, 154, 155, 156, 157 sind aufgrund Braunkohle-Umsiedlung gelöscht. Die Denkmalnummer 99 wurde aufgrund fehlender Eintragungsvoraussetzung gelöscht.
Die Denkmalnummern 38, 41, 43 sind z. Z. nicht in der Liste, da abkömmlich oder noch nicht wieder aufgestellt.
| Bild                                                           | Bezeichnung                                                    | Lage                                                   | Beschreibung | Bauzeit                                    | Eingetragen seit      | Denkmal- nummer |
| -------------------------------------------------------------- | -------------------------------------------------------------- | ------------------------------------------------------ | --- | ------------------------------------------ | --------------------- | --------------- |
| Katholische Pfarrkirche St. Martinus Gierath                   | Katholische Pfarrkirche St. Martinus Gierath                   | Gierath Neuenhovener Straße 8 Karte                    | Dreischiffige, neugotische Backstein-Basilika, ehemals einschiffige Saalkirche mit polygonalem Chor, Querschiff und Kreuzrippengewölbe; die Seitenschiffe 1931 ergänzt; neugotische Ausstattung teilweise erhalten (Chorgestühl, Altar, Beichtstühle, Orgelprospekt und Glasfenster); um die Kirche herum Friedhof mit neuen Grabsteinen. | 1860                                       | 02.05.1985            | 001             |
| Wallfahrtskirche St. Georg                                     | Wallfahrtskirche St. Georg                                     | Neuenhoven Wilhelm-Wallenborn-Straße 2 Karte           | Einschiffiger Backsteinbau mit dreiseitiger Apsis und Dachreiter im Westen, Lisenengliederung, Sandsteingewände, ehemaliges, barockes Portal an der Westseite mit Wappen, heute vermauert, im Innern flach gedeckt mit nach außen teils barocker Ausstattung, Orgelempore im Westen; zugehörig Friedhof aus dem Ende des 19. Jh. | 1382, 1760/62                              | 02.05.1985            | 002             |
| Evangelische Kirche                                            | Evangelische Kirche                                            | Jüchen Markt 31 Karte                                  | Einschiffiger Saalbau mit geradem Chorschluss und Dachreiter von 1804; die Innenausstattung von Anfang des 19. Jahrhunderts weitgehend erhalten; Rauputzfassade mit Schweifgiebel. | 1676, 1804                                 | 02.05.1985            | 003             |
| Evangelische Kirche                                            | Evangelische Kirche                                            | Kelzenberg Keltenstraße 50–52 Karte                    | Einschiffiger Saalbau aus Backstein mit zweigeschossiger Fensteranordnung, in 5 Achsen mit vorgesetztem, quadratischen Westturm und geradem Chorschluss, flachgedeckt; zeitgenössische Ausstattung erhalten. | 1837                                       | 02.05.1985            | 004             |
| weitere Bilder                                                 | Schloss Dyck                                                   | Damm Schloss Dyck Karte                                | Ehemaliges Wasserschloss, vierflügeliges, dreigeschossiges Herrenhaus aus Backstein geschlämmt mit Sandsteingewänden und Ankersplinten; Walmdach; unregelmäßiger Binnenhof; dazugehörig 2 dreiflügelige Torbögen aus der 2. Hälfte des 18. Jh., zweigeschossig, Backstein mit Sandsteingewänden; Remise zweigeschossiger Winkelbau von 1765, Backstein geschlämmt mit Sandsteingewänden und Walmdach; dazugehörig ein Brückenhaus im Park von 1769 auf quadratischem Grundriss mit Mansarddach; die Innenausstattung des Schlosses aus dem 18. Jh. ist weitgehend erhalten. Nutzung: Wohnhaus. | 1656, 1769, 1961                           | 02.05.1985            | 006             |
| Burg Stessen                                                   | Burg Stessen                                                   | Stessen An der Burg 8 Karte                            | Fachwerk, zweigeschossig in 4 Achsen, Holzgewände, Krüppelwalmdach, Giebel holzverkleidet, Rückseite verputzt, eingeschossiger Fachwerkschuppen. Nutzung: Wohnhaus | um 1800                                    | 02.05.1985            | 007             |
| Dycker Mühle                                                   | Dycker Mühle                                                   | Aldenhoven Dycker Mühle 1 Karte                        | Bock–Windmühle, konischer viergeschossiger Backsteinrumpf; Haube und Flügel fehlen | 1756                                       | 02.05.1985            | 009             |
| Haus Katz                                                      | Haus Katz                                                      | Jüchen Alleestraße Karte                               | Schlossanlage in Backstein, bestehend aus zweigeschossigem Herrenhaus und dreiflügeliger Vorburg; die Front des Herrenhauses in fünf Achsen, seitlich drei Achsen, an den Ecken turmartige Erker mit achteckigen geschwungenen Hauben, Portalgewände in Blaustein, desgleichen zum Teil Fensterbänke in Blaustein und die Kloben an den Fenstern in Blaustein; zum Hof hin ein etwas reicheres Blaustein-Portal, davor eine Backsteinbogenbrücke mit Brückenaufgang, die den Graben des ehem. wasserumwehrten Herrenhauses überbrückte, von der Vorburg ist erhalten der Flügel zur Alleestraße, eingeschossig mit zweigeschossigem Torbau und Mansarddach, der Torbau mit Mansardwalmdach; im Torkeilstein die Jahreszahl 1752, der links anschließende Flügel zur Rektor–Thoma–Straße zweigeschossig mit einem offenen Arkadengang im Erdgeschoss; in Eisenankern die Jahreszahl 1767. | 1752                                       | 09.05.1985            | 011             |
| weitere Bilder                                                 | Katholische Pfarrkirche St. Jakobus                            | Jüchen Kirchstraße 11 Karte                            | Neugotische, dreischiffige Backsteinhalle mit polygonalem Chor, Querhaus, neuen Dachreiter und vorgestelltem Wachturm, mit Resten der alten Ausstattung, z. B.: Kirchenbänke, Altarkreuz, Glasfenster im Chor und im Querhaus, barocker Taufstein, der rechte Seitenaltar ist auch aus der Zeit sowie die Kreuzwegbilder im Querhaus und ein Beichtstuhl, die Kirche ist im Innern verputzt, unter dem neuen Putz scheinen noch Reste der ursprünglichen Bemalung sich zu befinden, nach Auskunft des Küsters ist der Turm wesentlich später als die Kirche erbaut worden. | 1894–95 (Busch), Erweiterung 1913–14 (Roß) | 09.05.1985            | 012             |
| weitere Bilder                                                 | Katholische Pfarrkirche St. Martinus                           | Bedburdyck Grevenbroicher Straße 40 Karte              | Saalbau aus Backstein mit dreiseitigem Chorschluss, Fensterädikulen und Pilastergliederung, vorgesetzter romanischer Westturm mit gotischer Wehreinrichtung, im Innern Spiegelgewölbe und Rokokoausstattung; um die Kirche herum Friedhofanlage mit vereinzelt alten Grabsteinen aus Sandstein und Blaustein des 18. Jh. | 2. Hälfte 12. Jh.                          | 09.05.1985            | 013             |
| Katholische Pfarrkirche St. Pantaleon                          | Katholische Pfarrkirche St. Pantaleon                          | Hochneukirch Hochstraße 15 Karte                       | Dreischiffige, neugotische Backstein–Hallenkirche mit polygonalem Chor, Querschiff, Dachreiter und vorgesetztem Westturm. | 1870                                       | 09.05.1985            | 015             |
| weitere Bilder                                                 | Nikolauskloster                                                | Bedburdyck Damm Karte                                  | Klosteranlage mit Kapelle und vierflügeliger, geschlossener Hofanlage, der Westflügel von 1627 zweigeschossig in zehn Achsen mit großer Toreinfahrt, Werksteinsockel und -gewände, kolossale Pilasterordnung mit vorkragendem Gebälk, Walmdach, barocke Ausstattung teilweise erhalten; die Hofanlage von 1722–32 im 19. Jh. zum großen Teil verändert; Kapelle: allseitig verschieferter Dachreiter mit Laterne und geschweifter Haube. | 1627/57, 1722                              | 09.05.1985            | 017             |
| Kirchgrabenhof                                                 | Kirchgrabenhof                                                 | Bedburdyck Grevenbroicher Straße 42 Karte              | Vierflügeliger Backsteinhof, Wohnhaus zweigeschossig in vier Achsen, verputzt, Walmdach mit seitlich tief herabgezogenen Schleppdächern. | Mitte 18. Jh.                              | 10.05.1985            | 019             |
| Südliche Fassade des Gebäudes                                  | Südliche Fassade des Gebäudes                                  | Hochneukirch Ecke Hochstraße 2 / Rheydter Straße Karte | Verwaltungsbau von 1900; die klassizistische Fassade ist aus kunsthistorischen Gründen erhaltenswert. Nur die Fassade zur Hochstraße ist denkmalgeschützt. | 1893, 1900                                 | 14.10.1985            | 020             |
| Fachwerkhaus                                                   | Fachwerkhaus                                                   | Jüchen Kelzenberger Straße 13 Karte                    | Bei dem Fachwerkhaus handelt es sich um einen zweigeschossigen Fachwerkwinkelbau mit leicht abgewinkelter Fassade. Das Fachwerkhaus stellt ein Zeugnis für die Geschichte der Lebens- und Wohnverhältnisse um 1800 in einer damals noch rein ländlich geprägten Ortschaft dar. | um 1800                                    | 06.11.1985            | 021             |
| Fachwerkhaus                                                   | Fachwerkhaus                                                   | Herberath Jüchenerbroich 2 Karte                       | Bei dem Gebäude handelt es sich um eine kleine Hofstelle in Fachwerkbauweise, die gegen Ende des 18. Jahrhunderts errichtet wurde. | Ende 18. Jh.                               | 11.11.1985            | 022             |
| Ehemalige Mühle                                                | Ehemalige Mühle                                                | Hochneukirch Mühlenstraße 67 Karte                     | Ehemalige Mühle, konischer Mühlenstumpf aus Backstein, verputzt; zugehörig Backsteinhof, Wohnhaus zweigeschossig in drei Achsen mit breiter Lisenengliederung, geschlämmt. Nutzung: Wohnhaus und Gasthaus. Unter Schutz gestellt wird der Mühlenstumpf. | Mitte 19. Jh.                              | 15.01.1986            | 023             |
| Östliche Fassade des Gebäudes                                  | Östliche Fassade des Gebäudes                                  | Hochneukirch Hochstraße 6 Karte                        | Unter Schutz gestellt werden die östliche Fassade des Gebäudes sowie die Kappendecken. Der Gebäudetrakt, der 1875 erbaut wurde, ist aus kunsthistorischen Gründen ein Baudenkmal im Sinne des § 2 Abs. 1 und 2 des Denkmalschutzgesetzes. | 1875                                       | 27.11.1985            | 024             |
| Hamscher Hof                                                   | Hamscher Hof                                                   | Jüchen Hamscher Hof Karte                              | Ehemaliger vierflügeliger Backsteinhof, das Wohnhaus zweigeschossig in 6:2 Achsen; modern mit Schiefer verkleidet, die alten Backstein–Scheunentrakte teilweise verändert, ein Scheunentrakt heute zum Atelier umgestaltet; Torbogen aus der Mitte des 19. Jahrhunderts. Nutzung: Wohnhaus und Atelier. | Mitte 18. Jh., Wohngebäude um 1900         | 04.12.1985            | 025             |
| Orgel in der St. Martinus-Kirche                               | Orgel in der St. Martinus-Kirche                               | Gierath Neuenhovener Straße 8 Karte                    | Die Orgel wurde von dem Baumeister Franz–Josef Schorn hergestellt und im März 1877 in der Kirche St. Martinus aufgestellt. Sie hat, verteilt auf zwei Manuale und einem Pedal, insgesamt 17 Register (davon zwei Transmissionen) auf mechanischen Schleifwindladen mit insgesamt 900 Pfeifen. Es handelt sich um 727 labiale Metallpfeifen, 119 labiale Holzpfeifen und 54 Zungenpfeifen. Im Oktober 1981 wurde die Orgel zwecks Restaurierung ausgebaut. Das alte neugotische Gehäuse aus Eichenholz wurde überarbeitet. Beschädigte oder verloren gegangene Einzelteile wurden stilgerecht nachgeschnitzt. Die Orgel ist in ihrer handwerklichen soliden Bauweise und in ihrer alten Klangfarbe ein Dokument für den Orgelbau im 19. Jahrhundert. | 1877                                       | 16.12.1985            | 026             |
| Ehem. Hofanlage Behrenhof                                      | Ehem. Hofanlage Behrenhof                                      | Hochneukirch Hochstraße 10 Karte                       | Ehemalige vierflügelige Hofanlage, Wohnhaus zweigeschossig in elf Achsen, Gartenfassade mit klassizistischer Putzfassade und Dreiecksgiebel, die beiden rechten Achsen zum Ende des 19. Jh. angefügt sowie um einen dreigeschossigen Putzanbau in vier Achsen erweitert; Eingang und Fenster der Hofseite teilweise verändert. Zusammen mit dem wiederhergestellten Fabriktrakt von 1875 ergibt sich eine städtebaulich reizvolle Platzsituation, in der das Wohnhaus und die Fabrikgebäude, in direkter architektonischer Beziehung zueinander stehend, Ortsgeschichte dokumentieren. | Ende 19. Jh.                               | 16.01.1986            | 027             |
| Wegekreuz                                                      | Wegekreuz                                                      | Aldenhoven Schlossstraße gegenüber 96 Karte            | Kreuz aus Trachyt mit Steinkorpus, zweiteiliger Sockel mit Muschelnische, im Sockel Inschrift mit Datierung. Das Wegekreuz dokumentiert durch seinen Standort eine historische Wegeführung. Außerdem ist es bedeutend als Beispiel für die Volksfrömmigkeit des 17. und 18. Jahrhunderts. | 1750                                       | 29.01.1986            | 028             |
| Wegekreuz                                                      | Wegekreuz                                                      | Otzenrath Franz-Rixen-Straße Karte                     | fehlende Beschreibung | kein Datum                                 | kein Datum            | 029             |
| Wegekreuz                                                      | Wegekreuz                                                      | Garzweiler Garzweilerallee 40–42 Karte                 | fehlende Beschreibung | kein Datum                                 | kein Datum            | 030             |
| Wegekreuz                                                      | Wegekreuz                                                      | Garzweiler Garzweilerallee 29–31 Karte                 | fehlende Beschreibung | kein Datum                                 | kein Datum            | 031             |
| Wegekreuz                                                      | Wegekreuz                                                      | Damm Schloss Dyck Karte                                | quadratischer Sandsteinsockel mit hohem Sandsteinkreuz; Inschrift mit Datierung, Korpus fehlt. Das Wegekreuz dokumentiert durch seinen Standort eine historische Wegeführung. Außerdem ist es bedeutend als Beispiel für die Volksfrömmigkeit des 17. und 18. Jahrhunderts. | 1809                                       | 05.01.1986            | 032             |
| Wegekreuz                                                      | Wegekreuz                                                      | Spenrath Ecke Baumstraße/Am Pescher Weg Karte          | fehlende Beschreibung | kein Datum                                 | kein Datum            | 034             |
| Wegekreuz                                                      | Wegekreuz                                                      | Garzweiler Unter den Linden gegenüber 31 Karte         | fehlende Beschreibung | kein Datum                                 | kein Datum            | 035             |
| Wegestock                                                      | Wegestock                                                      | Aldenhoven Dycker Mühle 1 Karte                        | fehlende Beschreibung | kein Datum                                 | kein Datum            | 036             |
| Wegekreuz                                                      | Wegekreuz                                                      | Garzweiler Garzweilerallee 124 Karte                   | fehlende Beschreibung | kein Datum                                 | kein Datum            | 037             |
| Wegekreuz                                                      | Wegekreuz                                                      | Garzweiler Garzweilerallee gegenüber Nr. 14 Karte      | fehlende Beschreibung | kein Datum                                 | kein Datum            | 039             |
| Wegekreuz                                                      | Wegekreuz                                                      | Hackhausen Hackhausen vor 63 Karte                     | Stein verputzt, Sockel mit Inschrift, Dreipass–Nische, übergiebelt, Kreuz mit Metallkorpus. Das Wegekreuz dokumentiert durch seinen Standort eine historische Wegeführung. | Ende 19. Jh.                               | 21.02.1986            | 040             |
| Wegekreuz                                                      | Wegekreuz                                                      | Priesterath Priesterath 22                             | |                                            |                       | 041             |
| Wegekreuz                                                      | Wegekreuz                                                      | Rath Ratherhofstraße 2 Karte                           | Sandstein, geschlämmt, neugotisches Kreuz, Sockel mit Inschrift, Kreuz mit Metallkorpus. Das Wegekreuz dokumentiert durch seinen Standort eine historische Wegeführung. Es ist bedeutend als Beispiel für die Volksfrömmigkeit des 17. und 18. Jahrhunderts. | 1885                                       | 21.02.1986            | 042             |
|                                                                | Wegekreuz                                                      | Spenrath Ecke Baumstraße/Pescher Weg                   | |                                            |                       | 043             |
| Wegestock                                                      | Wegestock                                                      | Stessen Kreuzstraße / Ecke Rather Straße Karte         | Sandsteinblöcke auf quadratischem Grundriss, tiefe Rechtecknische mit neuem Mosaik, Kranzgesims mit Giebel und kleinem Metallkreuz mit Korpus. Der Wegestock dokumentiert durch seinen Standort eine historische Wegeführung. Er ist bedeutend als Beispiel für die Volksfrömmigkeit des 17. und 18. Jahrhunderts | Anfang 18. Jh.                             | 24.02.1986            | 044             |
| Krieger-Gedenkstätte                                           | Krieger-Gedenkstätte                                           | Wallrath Brückenstraße / Am Zollbrett                  | Sandstein, Treppenstufen, Sockel mit Marmor – Inschrift – Tafeln, neugotisches Wegekreuz mit Korpus von 1884. Das Wegekreuz dokumentiert durch seinen Standort eine historische Wegeführung. Es ist bedeutend als Beispiel für die Volksfrömmigkeit des 17. und 18. Jahrhunderts. Die Inschriftentafeln, die 1918 angebracht wurden, erinnern an Gefallene des Ersten Weltkrieges und dokumentieren somit Zeitgeschichte. | 1884/1918                                  | 24.02.1986            | 045             |
| Wegekreuz                                                      | Wegekreuz                                                      | Neuenhoven Lindenstraße Karte                          | fehlende Beschreibung | kein Datum                                 | kein Datum            | 046             |
| Fachwerkhof                                                    | Fachwerkhof                                                    | Schaan Schaan 32 Karte                                 | Fachwerkhof, zweigeschossig, die Seiten verputzt und mit Pappe verkleidet; Sockel Backstein vorgeblendet; Lehmgefache; im rechten Teil zwei Fenster in neuerer Zeit eingebrochen, in den Formen der alten angepasst. Der Fachwerkhof stellt ein Zeugnis für die Geschichte der Lebens- und Wohnverhältnisse im 18. Jahrhundert in einer damals noch rein ländlich geprägten Ortschaft dar. | 18. Jh.                                    | 11.03.1986            | 047             |
| Dycker Weinhaus                                                | Dycker Weinhaus                                                | Damm Klosterstraße 1 Karte                             | Das Dycker Weinhaus diente ursprünglich als Zollstation, später fand hier der alleinberechtigte Weinausschank von Dyck statt; zusätzlich diente das Haus Versteigerungen und Gerichtsverhandlungen; vierflügelige geschlossene Backsteinanlage, Wohnhaus zweigeschossig in 12:10 Achsen, Sandstein- und Holzgewände, Walmdach; Scheunentrakte teilweise noch in Fachwerk und im 18. Jahrhundert verändert. | 1654                                       | 21.04.1986            | 048             |
| Wohnhaus                                                       | Wohnhaus                                                       | Jüchen Wilhelmstraße 2 Karte                           | Zweigeschossig in sieben Achsen mit Toreinfahrt, Backstein, seitlich mit Schweifgiebeln und Ankersplinten, datiert durch Ankersplinte auf der Fassade, altes Oberlicht der Tür erhalten; im Innern Ausstattung des späten 19. Jahrhunderts erhalten. Das Wohnhaus ist ein Zeugnis für die Geschichte der Lebens- und Wohnverhältnisse im 18. Jahrhundert. | 1716                                       | 23.04.1986            | 049             |
| Grabkreuze                                                     | Grabkreuze                                                     | Aldenhoven Schlossstraße Karte                         | Sandstein, Kreuze mit Inschrift und teilweise datiert, flache Reliefs. Die Grabkreuze sind bedeutend als Beispiel für die Volksfrömmigkeit des 17. und 18. Jahrhunderts. | 17./18. Jh.                                | 21.05.1986            | 050             |
| Wegekreuz                                                      | Wegekreuz                                                      | Damm Klosterstraße gegenüber Nr. 2 Karte               | Missionskreuz, Sandstein, Sockel mit Inschrift und Muschelnische, Kreuz mit Passionszeichen; Inschrift mit Jahreszahl. | 1745                                       | 26.06.1986            | 051             |
| Fachwerkhofanlage                                              | Fachwerkhofanlage                                              | Waat Waat 101 Karte                                    | Vierflügelige Fachwerkhofanlage, Wohnhaus zweigeschossig in nicht durchgezogenen Achsen, Holzgewände, eine Seite Eternit verkleidet, Fenster verändert. Die Fachwerkhofanlage ist bedeutend als Beispiel für die Geschichte des Fachwerkbaus. | Anfang 19. Jh.                             | 12.08.1986            | 052             |
| Fachwerkhof                                                    | Fachwerkhof                                                    | Jüchen Stadionstraße 1/3 Karte                         | Ehemaliger vierflügeliger Fachwerkhof, das Wohnhaus zweigeschossig in zehn Achsen, später Backstein vorgeblendet; der rechte Trakt neben der Tordurchfahrt etwas verändert; im Hof gusseiserne Pumpe des 19. Jahrhunderts. | Anfang 19. Jh.                             | 14.08.1986            | 053             |
| Fachwerkhof                                                    | Fachwerkhof                                                    | Jüchen Markt 5 Karte                                   | Ehemaliger zweiflügeliger Fachwerkhof, das Wohnhaus zweigeschossig, im 19. Jahrhundert die Front mit Backstein verkleidet; die Toreinfahrt rechts modernisiert. | 18. Jh.                                    | 14.08.1986            | 055             |
| Burg Gierath                                                   | Burg Gierath                                                   | Gierath Burgstraße 10 Karte                            | Von der mittelalterlichen Wasserburganlage nur noch Reste erhalten, vom aufgehenden Mauerart der mächtige Wohnturm aus Backsteinmauerwerk auf quadratischem Grundriss, dreigeschossig mit jeweils drei übereinanderliegenden Fenstern, im zweiten Obergeschoss Kreuzstockfenster (zum Teil zugemauert), die übrigen Fenster im 19. Jahrhundert verändert, Pyramidendach; Ende 19. Jahrhundert zweigeschossiges Wohnhaus aus Backstein angebaut. Der Wohnturm ist als Rest einer ehemals wasserumwehrten Anlage bedeutend für die Geschichte der Wasserburgen im Kreis Neuss. | 15. Jh.                                    | 14.08.1986            | 056             |
| Hofanlage                                                      | Hofanlage                                                      | Herberath Herberath 4 Karte                            | Vierflügelige Hofanlage, Wohnhaus zweigeschossig, Fachwerk giebelständig in nicht durchgezogenen Achsen, Fassade verputzt und verändert, Giebel verschiefert; Scheunentrakte Backstein: Toreinfahrt verändert, Inschrifttafel mit Jahreszahl. Die Hofanlage ist bedeutend als Beispiel für die landwirtschaftliche Bebauung des 18. Jahrhunderts in Ort Herberath. | 1776                                       | 27.08.1986            | 058             |
| Ehem. Hofanlage                                                | Ehem. Hofanlage                                                | Herberath Herberath 5 Karte                            | Ehemalige vierflügelige Backstein–Hofanlage, Wohnhaus zweigeschossig in nicht durchgezogenen Achsen, mit Toreinfahrt, Fassade verputzt, heutige Nutzung: Gestüt. | 18. Jh.                                    | 27.08.1986            | 059             |
| Aussichtsturm Bärenturm                                        | Aussichtsturm Bärenturm                                        | Hochneukirch Am Behrenhof Karte                        | Viergeschossiger neugotischer Aussichtsturm aus Backstein mit Außentreppe, einem kleinen quadratischen Vorbau und einer zum Treppenaufgang überleitender Grottenarchitektur. Der Turm ist bedeutend als Beispiel für die Bestrebungen der Gartenbaukunst im 18. Jahrhundert, die von einer romanisch verklärten Begeisterung für das Mittelalter geprägt war. Die Architektur auf der vorhandenen kleinen Fläche zeigt, dass hier die großzügigen Anlagen des englischen Adels nachempfunden werden sollten. | Mitte 19. Jh.                              | 06.07.1989            | 060             |
| Wegekreuz                                                      | Wegekreuz                                                      | Bedburdyck Grevenbroicher Straße 12 Karte              | Sandstein, geschlämmt, neugotische Schmuckformen mit Spitzbogennische, Kreuz mit Metallkorpus. Das Wegekreuz dokumentiert durch seinen Standort eine historische Wegeführung. Außerdem ist es bedeutend als Beispiel für die Volksfrömmigkeit des 19. Jahrhunderts. | Ende 19. Jh.                               | 03.11.1986            | 061             |
| Wegekreuz                                                      | Wegekreuz                                                      | Gierath Am Lindenkreuz / Bismarckstraße Karte          | Sandsteinsockel mit Inschrift (Chronogramm), Rundbogennische, Kreuz; Korpus fehlt. Das Wegekreuz dokumentiert durch seinen Standort eine historische Wegeführung. | 1772                                       | 10.11.1986            | 063             |
| Kurfürstliche Bannmühle                                        | Kurfürstliche Bannmühle                                        | Jüchen Jüchener Mühle 1 Karte                          | Ehemalige kurfürstliche Bannmühle, viergeschossiger konischer Mühlenstumpf mit flachem Zeltdach; rau verputzt; von modernen Gebäuden rings umbaut. Unter Schutz gestellt wird der Mühlenstumpf. | 18. Jh.                                    | 12.11.1986            | 064             |
| Hofanlage, Herrenhaus Gut Stammheim                            | Hofanlage, Herrenhaus Gut Stammheim                            | Gierath Neuenhovener Straße 29 und 31 Karte            | Ehemals vierflügelige Hofanlage mit Herrenhaus, zweigeschossig in sieben Achsen mit Eckrisaliten, Werksteingewände, Mansardwalmdach, der rechte Trakt verputzt; die ehemaligen Scheunentrakte E. 19. Jahrhundert aus Backsteinen mit einer Fachwerktrennmauer im Hof. Die Hofanlage ist bedeutend als Beispiel für die Bebauung des 18. Jahrhunderts im Ort Gierath. | 18. Jh.                                    | 14.07.1987            | 069             |
| Fachwerkhaus mit Scheunentrakt                                 | Fachwerkhaus mit Scheunentrakt                                 | Wallrath Am Zollbrett 17 Karte                         | Fachwerkhaus mit anschließendem Backstein- und Fachwerkscheunentrakt. Die Hofanlage dokumentiert die landwirtschaftliche Bebauung in Wallrath im 18./19. Jahrhundert. | 18./19. Jh.                                | 14.07.1987            | 070             |
| Backsteinhof                                                   | Backsteinhof                                                   | Kamphausen Kamphausen 155 Karte                        | Dreiflügeliger Backsteinhof, Wohnhaus 2 – geschossig in 6 Achsen, verputzt. Der Backsteinhof ist bedeutend als Beispiel für die landwirtschaftliche Bebauung Kamphausens Mitte des 19. Jahrhunderts. | Mitte 19. Jh.                              | 24.08.1987            | 071             |
| Backsteinhof                                                   | Backsteinhof                                                   | Kamphausen Kamphausen 156 Karte                        | Zweiflügelige Backsteinhofanlage, Wohnhaus zweigeschossig in 5 Achsen mit Krüppelwalmdach; datiert im Tor–Keilstein. Die Backsteinhofanlage ist bedeutend als Beispiel für die landwirtschaftliche Bebauung Kamphausens Mitte des 19. Jahrhunderts. | 1850                                       | 24.08.1987            | 073             |
| Backsteinhof                                                   | Backsteinhof                                                   | Kamphausen Kamphausen 154 Karte                        | Dreiflügeliger Backsteinhof, Wohnhaus zweigeschossig in 4 Achsen, Achsen der Giebelseite später vermauert. Der Backsteinhof ist bedeutend als Beispiel für die landwirtschaftliche Bebauung Kamphausens Ende des 19. Jahrhunderts. | Ende 19. Jh.                               | 24.08.1987            | 074             |
| Backsteinhof                                                   | Backsteinhof                                                   | Kamphausen Kamphausen 172/173 Karte                    | Vierflügeliger Backsteinhof, Wohnhaus zweigeschossig in 5 Achsen mit Krüppelwalmdach; Ankersplinte mit Jahreszahl auf der Fassade; 1 Scheunentrakt zweigeschossig erhöht, heute als Wohnhaus genutzt. | 1839                                       | 24.08.1987            | 075             |
| Backsteinhof                                                   | Backsteinhof                                                   | Aldenhoven Schlossstraße 62 Karte                      | Ehemaliger vierflügeliger Backsteinhof, Wohnhaus zweigeschossig in nicht durchgezogenen Achsen mit Walmdach, inschriftlich datiert im Türsturz; die Scheunentrakte zum Teil Ende des 19. Jahrhunderts; teilweise mit Walmdach. | 1688, Ende 19. Jh.                         | 25.08.1987            | 078             |
| Pfarrhaus                                                      | Pfarrhaus                                                      | Bedburdyck Grevenbroicher Straße 32 Karte              | Backsteingebäude, zweigeschossig in 5 Achsen mit Sandsteingewände und Sohlbänken, Walmdach. | 1820/1850                                  | 25.08.1987            | 079             |
| Backsteinhofanlage                                             | Backsteinhofanlage                                             | Bissen Bissen 1 Karte                                  | Geschlossene vierflügelige Backstein–Hofanlage, Wohnhaus zweigeschossig in vier Achsen, Lisenen- und Gesimsgliederung, zweigeschossige Flügelbauten; Jahreszahl im Torkeilstein. | 1864                                       | 25.08.1987            | 080             |
| Backsteinhofanlage                                             | Backsteinhofanlage                                             | Bissen Bissen 2 Karte                                  | Vierflügelige Backstein–Hofanlage, Wohnhaus zweigeschossig in 5 Achsen, Torhaus teilweise in Fachwerk. | 1866                                       | 25.08.1987            | 081             |
| Backsteinhofanlage Hahnerhof                                   | Backsteinhofanlage Hahnerhof                                   | Rath Dycker Hahnerhof 1 Karte                          | Vierflügelige Backstein–Hofanlage, Wohnhaus zweigeschossig in 5 Achsen mit Toreinfahrt, Holzgewände, Krüppelwalmdach; die Scheunentrakte teilweise 19. Jahrhundert; teilweise in Fachwerk; Ankersplinte mit Jahreszahl. | 1755                                       | 26.08.1987            | 082             |
| Fachwerkhof                                                    | Fachwerkhof                                                    | Gierath Gubberather Straße 3 Karte                     | Vierflügeliger Fachwerkhof, Wohnhaus zweigeschossig in 5 Achsen mit Toreinfahrt, Holzgewände; rückwärtig Fachwerkscheune mit großem Tor, Inschriftbalken mit Jahreszahl, die übrigen Scheunentrakte neu. Die Hofanlage dokumentiert die Geschichte der Lebens- und Wohnverhältnisse Anfang des 19. Jahrhunderts in Gierath | 1811                                       | 26.08.1987            | 083             |
| Backsteinhofanlage                                             | Backsteinhofanlage                                             | Gubberath Auf der Hoheneiche 2 Karte                   | Vierflügelige Backstein–Hofanlage, Wohnhaus zweigeschossig in 5 Achsen mit Quaderputz–Türeinrahmung; rückwärtig teilweise noch älteres Fachwerk; Ankersplinte mit Jahreszahl an der Scheune. | 1879                                       | 26.08.1987            | 084             |
| Backsteinhofanlage                                             | Backsteinhofanlage                                             | Gubberath Ulmenstraße 45 Karte                         | Vierflügelige Backstein–Hofanlage, Wohnhaus zweigeschossig in 5 Achsen mit Toreinfahrt; Jahreszahl im Torkeilstein. | 1887                                       | 26.08.1987            | 085             |
| Backsteinhofanlage                                             | Backsteinhofanlage                                             | Gubberath Ulmenstraße 5 Karte                          | Vierflügelige Backstein–Hofanlage, Wohnhaus zweigeschossig in 7 Achsen, Fassade verputzt, Krüppelwalmdach; Jahreszahl im Torkeilstein; rückwärtig Fachwerkscheune; Fenster mit Ganzglasscheiben; altes Eichentürblatt erhalten. Der Backsteinhof ist bedeutend als Beispiel für die landwirtschaftliche Bebauung Gubberaths im 19. Jahrhundert. | 1845                                       | 26.08.1987            | 087             |
| Backsteinhofanlage                                             | Backsteinhofanlage                                             | Herberath Herberath 1 Karte                            | Vierflügelige, geschlossene Backstein–Hofanlage, Wohnhaus zweigeschossig in 5 Achsen, Ankersplinte mit Jahreszahl. Der Backsteinhof ist bedeutend als Beispiel für die landwirtschaftliche Bebauung Herberaths Mitte des 19. Jahrhunderts. | 1846                                       | 26.08.1987            | 089             |
| Backsteinhofanlage                                             | Backsteinhofanlage                                             | Herberath Herberath 2 Karte                            | Vierflügelige, geschlossene Backsteinhofanlage, Wohnhaus zweigeschossig in 5 Achsen, Krüppelwalmdach. Der Backsteinhof ist bedeutend als Beispiel für die landwirtschaftliche Bebauung Herberaths im 19. Jahrhundert. | 1828                                       | 26.08.1987            | 090             |
| Backsteinhofanlage                                             | Backsteinhofanlage                                             | Herberath Herberath 3 Karte                            | Vierflügelige, geschlossene Backstein–Hofanlage, Wohnhaus zweigeschossig in 5 : 4 Achsen, Krüppelwalmdach; zweigeschossige Scheunentrakte, Ankersplinte mit Jahreszahl. | 1841                                       | 26.08.1987            | 091             |
| Backsteinhofanlage                                             | Backsteinhofanlage                                             | Herberath Herberath 6 Karte                            | Vierflügelige, geschlossene Backstein–Hofanlage, Wohnhaus zweigeschossig in 7 Achsen mit Toreinfahrt in der Mitte; Tür verändert, Ankersplinte mit Jahreszahl. | 1829                                       | 26.08.1987            | 092             |
| Teil eines Wohnhauses                                          | Teil eines Wohnhauses                                          | Jüchen Kelzenberger Straße 9 Karte                     | Zweigeschossige Fachwerk- und Backsteinbebauung mit unterschiedlichen Traufhöhen und Achsenzahlen. Haus Nr. 9 gibt zusammen mit dem Doppelhaus Nr. 5 und Nr. 7, trotz dessen Veränderung, ein charakteristisches Bild einer Baugruppe vom Ende des 19. Jahrhunderts. Das Haus Nr. 9 dokumentiert zusammen mit weiteren Bauten aus dem 18. und 19. Jahrhundert an der Kelzenberger Straße die siedlungsgeschichtliche Entwicklung des Ortes Jüchen. | 18. Jh./19. Jh.                            | 31.08.1987            | 097             |
| Fachwerkhaus                                                   | Fachwerkhaus                                                   | Jüchen Kelzenberger Straße 31 Karte                    | Fachwerkhaus, Mitte 19. Jahrhundert mit Backstein verkleidet, zweigeschossig in 5 Achsen. Das Fachwerkhaus stellt ein Zeugnis für die Geschichte der Lebens- und Wohnverhältnisse im 18./19. Jahrhundert in einer damals noch rein ländlich geprägten Ortschaft dar. Änderung zu diesem Objekt: vom 16. August 2000: Backsteinhaus | Mitte 19. Jh.                              | 01.09.1987            | 098             |
| Backsteinhofanlage                                             | Backsteinhofanlage                                             | Jüchen Kölner Straße 9 Karte                           | Geschlossene, vierflügelige Backsteinhofanlage, das Wohnhaus zweigeschossig in 5 Achsen mit betontem Mitteleingang; Backstein mit Backsteinfries. Der Backsteinhof ist bedeutend als Beispiel für die landwirtschaftliche Bebauung in Jüchen Mitte des 19. Jahrhunderts. | 1855                                       | 01.09.1987            | 100             |
| Backsteinhof                                                   | Backsteinhof                                                   | Jüchen Markt 2 Karte                                   | Ehemaliger vierflügeliger Backsteinhof, das Wohnhaus zweigeschossig in 9 Achsen; Backstein geschlämmt. Der Backsteinhof ist bedeutend als Beispiel für die landwirtschaftliche Bebauung in Jüchen Anfang des 19. Jahrhunderts. | Anfang 19. Jh.                             | 01.09.1987            | 101             |
| Eckhaus                                                        | Eckhaus                                                        | Jüchen Markt 12 Karte                                  | 1. September 1987: Dreigeschossiger Eckbau in 2:1:4 Achsen mit Eingang zum Markt hin und durch Erker betonte Diagonalachse; im Erdgeschoss große Rundbogenfenster und alter Gaststätteneinbau; 1. Obergeschoss durch Neurenaissancefensterbedachungen betont; Putzfassaden mit Walmdach; Erker purifiziert; Beispiel für späteren Einbruch in eine ehemals bäuerliche Siedlung, erweckt städtischen Charakter und ist von daher als denkmalwert anzusehen. 7. Juli 1993: Das denkmalwerte Gebäude Markt 12 / Ecke Odenkirchener Straße besteht aus dem als Wohnhaus und Gaststätte genutzten Eckgebäude mit rückwärtig rechtwinklig angesetztem Nebengebäude und dem parallel zu diesem Hauptgebäude errichteten zweigeschossigen, dreiachsigen, walmgedeckten Hinterhaus, im Erdgeschoss derzeit als Eisdiele, im Obergeschoss als ehem. Festsaal genutzt. Die U-förmig zusammengefügten Gebäudetrakte sind durch ein großes gemauertes, straßenseitiges Rundbogentor verbunden und zugleich durch gleichartige, rundbogige Fenster im Erdgeschoss und die quergebänderte Putzung optisch zusammengehalten. Die gesamte U-förmige Anlage ist denkmalwert gem. Denkmalschutzgesetz Nordrhein-Westfalen (§ 2 DSchG NRW) | um 1910                                    | 01.09.1987/07.07.1993 | 103             |
| Backsteinhaus                                                  | Backsteinhaus                                                  | Jüchen Markt 22/24 Karte                               | Zweigeschossiges Eckhaus zur Kirchstraße in 5 und 5 Achsen; Fassade zur Kirchstraße hin leicht abgewinkelt; das Erdgeschoss von Nr. 24 durch Ladeneinbau verändert; Backstein, Walmdach; datiert im Türsturz. | 1837                                       | 01.09.1987            | 104             |
| Backstein-Doppelhaus                                           | Backstein-Doppelhaus                                           | Jüchen Markt 23 / 25 Karte                             | Zweigeschossiges Backstein-Doppelhaus mit in der Mitte liegender Toreinfahrt in 5 und 5 Achsen; datiert im Türsturz; altes geschnitztes Oberlicht der Tür erhalten; Nr. 25 im Erdgeschoss stark verändert durch Ladeneinbau. | 1801                                       | 02.09.1987            | 105             |
| Doppelhaus mit Tordurchgang                                    | Doppelhaus mit Tordurchgang                                    | Jüchen Markt 29 / 33 Karte                             | Zweigeschossiges Doppelhaus in 5 und 4 Achsen mit verbindendem, zweigeschossigen, zweiachsigem Tordurchgang, Backstein geschlämmt; Nr. 33 Backsteinfassade später vorgeblendet; die Fenster in den Obergeschossen und die Tür von Nr. 29 später verändert. | 1795 und 1853                              | 02.09.1987            | 106             |
| Fachwerkhaus                                                   | Fachwerkhaus                                                   | Jüchen Weyerstraße 7 Karte                             | Geschlossener, vierflügeliger Backsteinhof, das Wohnhaus zweigeschossig in 5 Achsen; Fenster und Tür mit Holzgewände; alte Holztüre und Fensterläden erhalten; die Scheunentrakte von 1898 datiert in einem Torkeilstein. | 1782                                       | 02.09.1987            | 107             |
| Jüdischer Friedhof                                             | Jüdischer Friedhof                                             | Jüchen Alleestraße gegenüber Haus Nr. 19 Karte         | Jüdischer Friedhof mit Grabsteinen seit dem 19. Jahrhundert. | 19. Jh.                                    | 03.09.1987            | 108             |
| Wohnhaus                                                       | Wohnhaus                                                       | Hochneukirch Wickrather Straße 12 Karte                | Zweigeschossige Halbvilla mit Souterrain, in 5 Achsen, die linke Achse verbreitert, leicht vorgezogen und übergiebelt, zweigeschossiger, polygonaler Eckerker an der rechten Seite mit Haubendach, vorgezogene überdachte Eingangsvorhalle, Putzfassade mit historisierenden Schmuckformen. | um 1900                                    | 03.09.1987            | 112             |
| Wohnhaus                                                       | Wohnhaus                                                       | Hochneukirch Wickrather Straße 13/15 Karte             | Villa, zweigeschossig, unregelmäßiger Grundriss, Putzfassade in Neurenaissance-Schmuckformen. | um 1880                                    | 03.09.1987            | 113             |
| Weberei                                                        | Weberei                                                        | Hochneukirch Wickrather Straße 14 Karte                | Dreigeschossiges Fabrikationsgebäude aus Backstein, offene Halle im Erdgeschoss mit gusseisernen Säulen, vorgelagerter, langgestreckter, eingeschossiger Backsteinbau mit Rundbogenfenstern und Lisenengliederung; zugehörig Fabrikantenvilla (um 1900), zweigeschossig mit Mezzanin, in 5 Achsen, nach links eingeschossiger Vorbau mit Balkon, Putzfassade mit Jugendstilornamentik. | 1893                                       | 03.09.1987            | 114             |
| Backsteinhofanlage                                             | Backsteinhofanlage                                             | Kelzenberg An der Eiche 15 Karte                       | Geschlossene vierflügelige Backstein–Hofanlage, das Wohnhaus zweigeschossig in 5 Achsen; 1 Giebelseite rauverputzt. | 2. Hälfte 19. Jh.                          | 04.09.1987            | 116             |
| Wohnhaus                                                       | Wohnhaus                                                       | Kelzenberg Keltenstraße 18 Karte                       | Dreiflügeliger Fachwerkhof, Wohnhaus Ende 19. Jahrhundert Backstein–verkleidet, zweigeschossig mit Krüppelwalmdach, Seiten rau verputzt; rückwärtig größere Fenstereinbrüche und rau verputzt. Der Fachwerkhof ist bedeutend als Beispiel für die landwirtschaftliche Bebauung in Kelzenberg Ende des 18. Jahrhunderts. | Ende 18. Jh.                               | 04.09.1987            | 118             |
| Backsteinhofanlage                                             | Backsteinhofanlage                                             | Kelzenberg Keltenstraße 31 Karte                       | Geschlossene, vierflügelige Backstein–Hofanlage, das Wohnhaus zweigeschossig in 5 Achsen mit Krüppelwalmdach; Fenster verändert; Scheunentrakte teilweise Fachwerk; Inschrift auf der Tür zur Hofseite; Fenster mit Ganzglasscheiben und verkürzt. | 1836                                       | 04.09.1987            | 119             |
| Wohnhaus                                                       | Wohnhaus                                                       | Kelzenberg Keltenstraße 44 Karte                       | Ehemaliger Backsteinhof, Wohnhaus zweigeschossig in 7 Achsen mit Tordurchfahrt; die Fenster im Erdgeschoss verändert. Der Backsteinhof stellt ein Zeugnis für die Geschichte der Lebens- und Wohnverhältnisse im 19. Jahrhundert in einer rein ländlich geprägten Ortschaft dar. | 2. Hälfte 19. Jh.                          | 07.09.1987            | 121             |
| Wohnhaus                                                       | Wohnhaus                                                       | Kelzenberg Keltenstraße 59 Karte                       | Ehemaliges Schulgebäude, Backstein, zweigeschossig in 5 Achsen mit leicht vorgezogener und übergiebelter Mittelachse; Fenster im Obergeschoss verändert; derzeitige Nutzung: Wohnhaus. | Mitte 19. Jh.                              | 07.09.1987            | 122             |
| Backsteinhof                                                   | Backsteinhof                                                   | Kelzenberg Keltenstraße 65 Karte                       | Dreiflügeliger Backsteinhof, Wohnhaus zweigeschossig in 6 Achsen mit Tordurchfahrt. | Ende 19. Jh.                               | 07.09.1987            | 123             |
| Backsteinhof                                                   | Backsteinhof                                                   | Kelzenberg Keltenstraße 67 Karte                       | Dreiflügeliger Backsteinhof, Wohnhaus zweigeschossig in 6 Achsen mit Tordurchfahrt, eine Achse vermauert. | Ende 19. Jh.                               | 07.09.1987            | 124             |
| Fachwerkhofanlage                                              | Fachwerkhofanlage                                              | Kelzenberg Keltenstraße 69 Karte                       | Dreiflügeliger Fachwerkhof, Wohnhaus zweigeschossig in 6 Achsen, ehemalige Tordurchfahrt vermauert und später Fenster eingebaut, Backstein verkleidet. | 1899                                       | 07.09.1987            | 125             |
| Wohnhaus                                                       | Wohnhaus                                                       | Kelzenberg Keltenstraße 63 Karte                       | Ehemaliger, dreiflügeliger Backsteinhof, das Wohnhaus zweigeschossig in 5 Achsen mit Krüppelwalmdach; Scheunentrakte teilweise aus Fachwerk. | 2. H. 19. Jh.                              | 08.09.1987            | 126             |
| Wegekapelle                                                    | Wegekapelle                                                    | Schlich Kapellenstraße Karte                           | Backsteinkapelle mit dreiseitiger Apsis, Lisenengliederung und Dachreiter, neugotische Schmuckformen, Giebelnische mit Heiligenfigur. | Ende 19. Jh.                               | 09.09.1987            | 131             |
| Evangelischer Friedhof                                         | Evangelischer Friedhof                                         | Hochneukirch Rheydter Straße Karte                     | Friedhof, quadratische Anlage mit Grabsteinen von 1910 und später. | um 1910                                    | 10.09.1987            | 132             |
| Ehemalige Mühle                                                | Ehemalige Mühle                                                | Stessen Kreuzstraße 64 Karte                           | Ehemalige Mühle, Backstein, zweigeschossig mit schmalen Rundbogenfenstern im Obergeschoss; Wohnhaus zweigeschossig, die Fassade Eternit verkleidet; eingeschossige Wirtschaftsbauten mit viereckigem Schornstein; Wohnhaus stark verändert. | 1. Hälfte 19. Jh.                          | 15.09.1987            | 134             |
| Fachwerkhaus                                                   | Fachwerkhaus                                                   | Waat Waat 247 Karte                                    | Fachwerk, Wohnhaus zweigeschossig, giebelständig mit Holzgewänden, der Giebel blechverkleidet; rückwärtig späterer (Ende 19. Jahrhundert); Anbau: zweigeschossig aus Backstein, geschlämmt mit Ganzglasscheiben. | Frühes 19. Jh.                             | 15.09.1987            | 135             |
| Backsteinhofanlage                                             | Backsteinhofanlage                                             | Kelzenberg Haus Bontenbroich 1 Karte                   | Spätmittelalterlicher Herrensitz; aus ehemaliger Wasserburg hervorgegangene 3- flügelige Hofanlage von 1820 mit Resten der älteren Anlage; Herrenhaus: 2-geschossiger Winkelbau aus Backstein mit Treppengiebeln am linken Flügel (Ankersplinte mit Jahreszahl 1599); an der Hofseite runder 4-geschossiger Eckturm; 3-flügelige Scheunentrakte aus Fachwerk (19. Jahrhundert). | 1599 und 1820                              | 13.12.1989            | 136             |
| Altes Schulgebäude                                             | Altes Schulgebäude                                             | Jüchen Rektor-Thoma-Straße/Steinstraße 7 Karte         | Es handelt sich um das älteste Schulgebäude in Jüchen aus der Zeit um die Jahrhundertwende. Das zweigeschossige Gebäude stellt somit als roter Backsteinbau ein zeitgeschichtliches Dokument des Ortes Jüchen dar. | kein Datum                                 | 05.06.1989            | 137             |
| Fabrikantenvilla                                               | Fabrikantenvilla                                               | Jüchen Steinstraße 1 Karte                             | Die Villa Steinstraße 1 wurde 1904 für den Fabrikanten Max Lindgens errichtet und steht im Zusammenhang mit der benachbarten Kleiderfabrik Gerresheim & Lindgens. Es handelt sich um ein zweigeschossiges Putzgebäude mit angedeutetem Mansarddach. Die Architekturformen orientieren sich am Formengut des Neubarocks. Die Villa verdeutlicht großbürgerliche Wohnvorstellungen im Rahmen einer aufwändig–repräsentativ gestalteten Architektur an der Wende vom 19. zum 20. Jahrhundert. Durch ihre städtebauliche Anordnung in unmittelbarer Nachbarschaft zur Kleiderfabrik überliefert die Villa in sozialhistorischer Hinsicht das zu dieser Zeit noch patriarchalisch gedachte Verhältnis von herrschaftlichem Wohnen und Fabrikarbeit. Die räumliche Nähe wird dabei zugleich wieder überspielt durch die gestalterische Distanz zwischen Villa und Fabrikbau. Die Villa ist aus diesen architektur- und sozialgeschichtlichen Zusammenhängen heraus bedeutend für die Geschichte des Menschen und die Geschichte der Arbeits- und Produktionsverhältnisse. | 1904                                       | 16.07.1991            | 138             |
| Hofanlage                                                      | Hofanlage                                                      | Neuenhoven Haus Neuenhoven 1 Karte                     | Dreistöckiger Rundturm; Wohnhaus des 18. Jahrhunderts mit kräftiger Lisenengliederung Winkelanbau mit Schweifgiebel; Doppelquertennenscheune; dekorativ mit Backsteintürmchen gestalteten Toreinfahrt. Fachwerk Wirtschaftstrakt hofseitig im 20. Jahrhundert verändert und mit Backstein verkleidet; Stallgebäude im Süden zum Teil zu Ladenzwecken genutzt. Zur denkmalwerten Anlage Haus Neuenhoven gehört der Wohnturm des 15./16. Jh. im Nordwesten, das daran angebaute Wohnhaus mit Winkelbau mit Schweifgiebel des 18. Jh., die Hofgebäude der Mitte des 19. Jh. und die Grabenanlage im Westen, Süden und Osten. Haus Neuenhoven ist ein bedeutendes Zeugnis der Architektur-, Orts- und Siedlungsgeschichte, weil es in äußerst anschauliche Weise die Siedlungskontinuität, beginnend mit einem sogenannten festen Haus des kleineren Landadels in der Niederung eines Bachlaufes, bis zur großen repräsentativen Hofanlage des 19. Jh., zeigt, weshalb es aus wissenschaftlichen und volkskundlichen Gründen erhaltenswert ist. | 18. Jh.                                    | 16.07.1992            | 139             |
| Hofanlage                                                      | Hofanlage                                                      | Hoppers Haus Flaßrath 1 Karte                          | Mittelalterliche, zweiteilige Niederungsburg vom Mottentypus, heute Hofanlage; repräsentative Fachwerkstruktur des Wohnhauses, kräftige Ständer mit beidseitigen Kopfbändern, Gefache mit dekorativer Backsteinstruktur. Das wohl im 17. Jahrhundert unweit der Motte am Kommerbach errichtete Fachwerkwohngebäude war ehemals wasserumwehrt. 1896 wurde das Gebäude nach Süden vergrößert, die Gräben verfüllt und die Wirtschaftsgebäude errichtet. Zur selben Zeit erhielt die nördliche Traufseite eine Backsteinverkleidung des Sockels und anstelle einer einläufigen Treppe eine doppelläufige. | 17. Jh.                                    | 16.07.1991            | 140             |
| Wegekapelle                                                    | Wegekapelle                                                    | Waat Waat 290 Karte                                    | Backstein – Wegekapelle mit dreiseitiger Apsis und Dachreiter, neugotischen Schmuckformen, Rundbogenportal und Rundbogennische mit Madonnenfigur an der Fassade; Ende 19. Jahrhundert; modernisiert. Die dem Hl. Johannes dem Täufer geweihte Wegekapelle ist in ihrer neugotisch-neuromanischen Form typisch für das ausgehende 19. Jh. und damit ein anschauliches Zeugnis der Architekturgeschichte. Als prägendes Element der Ortslage Waat vermittelt die Kapelle Ortsgeschichte und zeugt zugleich von einer intakten Dorfgemeinschaft, die die Kapelle erst in jüngster Zeit behutsam restaurierte. | Ende 19. Jh.                               | 17.07.1991            | 142             |
| Wegekreuz                                                      | Wegekreuz                                                      | Priesterath Priesterath bei 42 Karte                   | Wegekreuz von 1846; Gusseisenkreuz mit Korpus und gusseisernem Sockel; ursprünglich südlich von Jüchen als Votivkreuz aufgestellt, im Jahre 1988 restauriert und in Priesterath aufgestellt. Die Originalsubstanz ist vollständig erhalten. | 1846                                       | 17.07.1991            | 143             |
| Friedhofskapelle                                               | Friedhofskapelle                                               | Hochneukirch Theodor-Heuss-Straße Karte                | Friedhofskapelle auf dem Gelände des Gemeindefriedhofes; Backstein geschlämmt mit dreiseitiger Apsis, neugotische Schmuckformen; Jahreszahl in der Wetterfahne. Die gut und original erhaltene Friedhofskapelle, nach äußerem Erscheinungsbild und Ausweis der Wetterfahne von 1936, ist als exemplarische Architektur der 1930er Jahre bedeutend für die Architekturgeschichte. | 1936                                       | 17.07.1991            | 144             |
| Fußfall                                                        | Fußfall                                                        | Schlich Heerstraße L 32 Karte                          | Der Fußfall aus dem 18. Jh. ist nahezu vollständig erhalten und bedeutend für die Geschichte des Menschen als Zeugnis der Ortsgeschichte. | 18. Jh.                                    | 16.07.1992            | 145             |
| Fußfälle                                                       | Fußfälle                                                       | Neuenhoven Brabanter Straße/Heerstraße Karte           | Zur katholischen Pfarrkirche St. Georg in Neuenhoven, seit alters her eine Wallfahrtskirche, führt ein Prozessionsweg mit Fußfällen. Erhalten sind drei überwiegend aus Backstein gemauerte Stationen mit den jeweils zugehörigen Baumgruppen, die den Prozessionsweg weithin sichtbar machen. | kein Datum                                 | 16.07.1992            | 146             |
| Gusseisenpumpe                                                 | Gusseisenpumpe                                                 | Mürmeln Mürmeln 91/92 Karte                            | Die 1897 in der Gießerei Jul. Zeyen in Wickrath hergestellte Gusseisenpumpe ist mit dem (zugedeckten) Brunnen und dem Tropfstein eine selten gut und anschaulich erhaltene Einheit eines Brunnens, wie er einst für eine Brunnengemeinschaft üblich, heute aber nur mehr selten anzutreffen ist. Die Pumpenanlage ist damit ein wichtiges Zeugnis der Orts- und Technikgeschichte. | 1897                                       | 16.07.1992            | 147             |
| Friedhof                                                       | Friedhof                                                       | Jüchen Buschgasse Karte                                | Der 1879 angelegte Friedhof weist diverse ältere Grabsteine, ein Hochkreuz von 1882 und eine Friedhofskapelle der 1880er Jahre auf. Die Anlage ist bedeutend für die Ortsgeschichte von Jüchen und die Geschichte der kath. und ev. Gemeinde, der Typus der Kapelle mit seinem antikisierenden Tempelmotiv als Eingangsbereich ist als exemplarisch für die Architekturgeschichte des ausgehenden 19. Jh. anzusehen, zugleich ist sie, wie das Hochkreuz, ein prägendes Element des Friedhofes. | 1879                                       | 16.07.1992            | 148             |
| Fabrikationsgebäude                                            | Fabrikationsgebäude                                            | Jüchen Steinstraße 2 Karte                             | Das um 1888 errichtete Gebäude besteht aus dem an der Ecke Steinstraße / Odenkirchener Straße errichteten 2 ½-geschossigen Fabrikationsgebäude mit Nebengebäude. Fabrikations- und Nebengebäude sind in einer qualitätvollen Backsteinarchitektur gestaltet. Das Fabrikationsgebäude ist mit seiner fünfachsigen Hauptfassade zur Steinstraße orientiert. Der risalitartig vorgezogene, rundbogige Zugang bezieht sich deutlich auf die gegenüberliegende Fabrikationsvilla. Lisenen und Klötzchenfriese (über den Fenstern im ersten Obergeschoss über den Traufen) gliedern die Fassade des Fabrikationsgebäudes. Hervorgehoben durch eine mit profilierten Kapitellen versehene Pilasterordnung ist ein eingeschossiger Gebäudeteil direkt an der Ecke Steinstraße / Odenkirchener Straße. Ausgenommen von der Unterschutzstellung sind die jüngeren Veränderungen in Form des angefügten Toilettenbereiches und Fahrstuhlschachtes an der Rückseite des Fabrikbaus und den hinteren Anbau an den Bürotrakt. Es ist ein Dokument für die Wirtschaftsgeschichte der Region und ein gutes Beispiel für die Industriearchitektur im ausgehenden 19. Jahrhundert. Die Anlage verkörpert ein letztes Beispiel für die ehemals wichtige Textilindustrie in Jüchen. Die Kleiderfabrik Gerresheim & Lindgens ist daher bedeutend für die Geschichte des Menschen, für die Geschichte der Arbeits- und Produktionsverhältnisse und für die Geschichte von Jüchen. | 1890                                       | 18.10.1994            | 149             |
| Jüdischer Friedhof                                             | Jüdischer Friedhof                                             | Hochneukirch Am Stromberg                              | Es handelt sich um einen rechteckigen, weit außerhalb der Ortschaft Hochneukirch gelegenen Friedhof mit zahlreichen Grabsteinen aus der 2. Hälfte des 19. Jahrhunderts und dem 20. Jahrhundert. Der jüdische Friedhof ist bedeutend für die Geschichte des Menschen. | 2. Hälfte 19. Jh.                          | 02.01.1996            | 150             |
| Wegekreuz mit Einfassung                                       | Wegekreuz mit Einfassung                                       | Holz Am Fusseloch Ende Karte                           | Es handelt sich um ein Sandsteinwegekreuz in neugotischen Formen aus dem Jahre 1895; dazugehörig ist die Einfassung in Form eines schmiedeeisernen Gitters, ebenfalls in neugotischen Formen. Das Wegekreuz dokumentiert durch seinen Standort eine historische Wegeführung. Bedeutend ist es als Beispiel für die Volksfrömmigkeit des 19. Jahrhunderts. | 1895                                       | 02.01.1996            | 151             |
| Gusseiserne Pumpe                                              | Gusseiserne Pumpe                                              | Kelzenberg Keltenstraße vor 39 Karte                   | Gusseiserne Pumpe mit Schwängel aus der 2. Hälfte des 19. Jahrhunderts. Die gusseiserne Pumpe ist ein Zeugnis der Orts- und Technikgeschichte. | 2. Hälfte 19. Jh.                          | 07.10.1996            | 158             |
| Backsteinhofanlage                                             | Backsteinhofanlage                                             | Wey Schölenhof 1 Karte                                 | Die Backsteindoppelhofanlage ist aus einem Einzelhof des 18. Jahrhunderts hervorgegangen. Die Fachwerkscheune im Süden vom Schölenhof Nr. 1 ist der letzte Rest dieses Ursprunghofes. 1841 wurde das traufständige, 2-geschossige Wohnhaus mit Satteldach zur neuen Hofanlage (Nr. 1) errichtet, 1852 (im Torkeil datiert) das Torhaus, die Scheune und der sich nördlich unmittelbar anschließende Schölenhof Nr. 2. Die beiden Torhäuser, die den Zugang zu den beiden Innenhöfen ermöglichen, liegen unmittelbar nebeneinander und sind jeweils an die inneren Giebel der beiden Wohnhäuser angebaut. Mittig vorgelagert ist eine giebelständige Remise. Die Schölenhöfe sind exemplarisch für die ländliche Architektur der Mitte des 19. Jahrhunderts. Sie sind ein äußerst anschauliches Beispiel der Siedlungs- und Sozialgeschichte, ausgehend vom Einzelhof, der bedingt durch familiäre Veränderungen eine Ausweitung, hier in Form eines Anschlusshofes, erfordert. | 18. Jh.                                    | 07.10.1996            | 159             |
| Backsteinhofanlage                                             | Backsteinhofanlage                                             | Wey Schölenhof 2 Karte                                 | Die Backsteindoppelhofanlage ist aus einem Einzelhof des 18. Jahrhunderts hervorgegangen. Die Fachwerkscheune im Süden vom Schölenhof Nr. 1 ist der letzte Rest dieses Ursprunghofes. 1852 (im Torkeilstein datiert) wurde der Schölenhof Nr. 2 errichtet (unmittelbar anschließend an den Nachbarhof). Das Haupthaus vom Schölenhof Nr. 2 ist traufständig, 2-geschossig und mit Satteldach. Es befindet sich in derselben Flucht wie das benachbarte Wohnhaus. Die beiden Torhäuser, die den Zugang zu den beiden Innenhöfen ermöglichen, liegen unmittelbar nebeneinander und sind jeweils an die inneren Giebel der beiden Wohnhäuser angebaut. Mittig vorgelagert ist eine giebelständige Remise. Die Schölenhöfe sind exemplarisch für die ländliche Architektur der Mitte des 19. Jahrhunderts. Sie sind ein äußerst anschauliches Beispiel der Siedlungs- und Sozialgeschichte; ausgehend vom Einzelhof, der bedingt durch familiäre Veränderungen eine Ausweitung, hier in Form eines Anschlusshofes, erforderte. | 18. Jh.                                    | 07.10.1996            | 160             |
| Backsteinhofanlage                                             | Backsteinhofanlage                                             | Kelzenberg Keltenstraße 28 Karte                       | Geschlossene 3-flügelige seit der 2. Hälfte des 19. Jahrhunderts bis in die 1930er Jahre gewachsene Hofanlage. 2-geschossiges, 5-achsiges Backsteinwohnhaus mit Neurenaissanceelementen. Originale zweiflügelige Holzfenster mit geteiltem Oberlicht; Schlagleisten und Kämpfer aufwendig dekoriert. Im Erdgeschoss Klappläden an den Fenstern. Im Innern Grundriss original erhalten, Durchgangsflur mit Mettlacher Fußbodenplatten. Die Ställe haben in Backstein gemauerte Kappendecken. Im Pferdestall sind die gusseisernen Stützen erhalten. Denkmalwert ist auch der Freilaufstall der 1930er Jahre, ein Schuppenanbau am westlichen Stallgebäude unter Pultdach. Nicht denkmalwert sind der rückwärtige Anbau an die Scheune, der Hühnerstall und das im Westen an der Grenze separat gelegene Schuppengebäude. | 2. Hälfte 19. Jh.                          | 25.03.1997            | 161             |
| Bahnhof                                                        | Bahnhof                                                        | Hochneukirch Peter-Busch-Straße / Bahnhofstraße Karte  | BAHNHOF, repräsentatives Empfangsgebäude in spätklassizistischer Form. Das Empfangsgebäude ist von der Straße aus gesehen, in seiner rechten Hälfte in 2 Geschosse geteilt und in 5 Achsen gegliedert, die linken 3 Achsen sind giebelständig, die rechten beiden, die einen Rücksprung bilden, sind traufenständig; weit vorkragende, flache Satteldächer. Wandflächen im Erdgeschoss mit Bänderputz, im Obergeschoss glatt verputzt. Links eingeschlossener Anbau, teils traufständig, teils giebelständig, Fassade mit Bänderputz. Raumaufteilung von 1910 teils noch vorhanden, Terrazzo–Fußböden. BAHNSTEIGUNTERFÜHRUNGEN mit überdachten Aufgängen zu den Bahnsteigen; rechts neben dem Empfangsgebäude ein GÜTERSCHUPPEN aus dem Jahre 1910, eingeschossiger Ziegelbau mit Satteldach. | 1910                                       | 07.03.1997            | 162             |
| Parkanlage / Kastanienallee                                    | Parkanlage / Kastanienallee                                    | Damm Schloss Dyck Karte                                | In den Jahren 1656–1663 wurde das Wasserschloss Dyck erbaut. Die erste gestaltete Anlage war ein strenglinierter Parterre- und Heckengarten französischen Stils. Das erste Bauwerk im Park, die steinerne Brücke mit barocken Pavillon, ist als Bestandteil bis heute erhalten. Sie entstand bereits im Jahre 1769. Ab 1794 ließ der Fürst den französischen Schmuckgarten in einen englischen Landschaftspark umwandeln. Er beauftragte Thomas Blaikie, in Schottland geboren, mit der Planung. Bäume und Sträucher wurden aus verschiedenen Ländern aus Botanischen Gärten und Baumschulen geliefert. Einige dieser Bäume sind heute noch vorhanden. Weite Rasenflächen, auf denen einzelne Baumgruppen oder prachtvolle Einzelbäume hervorragend zur Wirkung kommen, wechseln mit dichteren waldartigen Partien, woraus eine ästhetische fein empfundene Raumbildung erwuchs. Die herrlichen Parkräume und Parkblicke sind heute noch vorhanden, bedürfen aber der ständigen Pflege. Eine Allee aus Edelkastanien führt auf das Schloss zu. Als Verbindung zwischen dem Schloss und dem nahegelegenen „Nikolauskloster“, das schon seit dem 15. Jahrhundert zu Dyck gehört, wurde die Allee bereits 1811 angepflanzt. Auf einer Länge von 1108 Meter standen ursprünglich 224 Kastanien, von denen heute noch 150 vorhanden sind. Als eine von zahlreichen Alleen, die von Schloss aus in die Landschaft führten, ist sie die älteste und in ihrer Gesamtheit am besten erhalten. Die Gesamtanlage, Dycker Park, Edelkastanienallee und Nutzflächen, ist erhaltenswert, weil sie ein unverzichtbarer Bestandteil und prägendes Element der Kulturlandschaft im linken Niederrheingebiet ist. | 1769 ?                                     | 15.01.1998            | 163             |
| Backstein-Hofanlage                                            | Backstein-Hofanlage                                            | Gubberath Ulmenstraße 47 Karte                         | Die Hofanlage „Ulmenstraße 47“ liegt am westlichen Ortsrand von Gubberath. Sie grenzt unmittelbar an den Hof „Ulmenstraße 45“. Die vierflügelige Backstein-Hofanlage wurde 1851 errichtet, die Scheune um 1900 nach Osten verlängert. Das Wohnhaus ist zweigeschossig in fünf Achsen. Zum Originalbestand des Wohnhauses gehören segmentbogig eingeschnittene Fensteröffnungen, Sohlbänke, Keil- und Klobensteine, Türgewände, Treppenstufen in Lavabasalt, kassettierte, doppelflügelige Holztüre mit Oberlicht, hölzernes Kranzgesims. Der Stall im Westen wurde im Erdgeschoss und im straßennahen Bereich auch im Obergeschoss zur Vermietung modernisiert. | 1851                                       | 28.08.1998            | 164             |
| weitere Bilder                                                 | Friedhofsanlage, einzelne Grabkreuze                           | Bedburdyck Grevenbroicher Straße neben 40 Karte        | Dort wo sich auf einer Anhöhe in Bedburdyck die kath. Pfarrkirche St. Martinus erhebt, ist bereits eine frühe heidnische Kult- und Begräbnisstätte nachgewiesen, die die lange Siedlungskontinuität des Kirchplatzes belegt. Rund um die Kirche hat sich im Laufe der Zeit ein Friedhof entwickelt, wie er sich nur noch sehr selten erhalten hat, da die Kirchhöfe im 19. Jahrhundert aus Platzgründen häufig an den Ortsrand der Ortschaft verlegt wurde. In Bedburdyck nutzte man stattdessen die Möglichkeit, den Friedhof nach Südwesten zu erweitern. So konnte der Kirchhof beibehalten werden. Denkmalwert ist das Areal, das sich im Norden, Osten und Süden um die Kirche erstreckt und das von einer Backsteinmauer begrenzt wird. Westlich der Kirche bildet der erste durchgehende Weg jenseits des Rondells mit den Gefangenengräbern die Abgrenzung. Auf dem historischen Kirchhof sind neben den zahlreichen Grabsteinen des 17. und 18. Jahrhunderts folgende, im beiliegenden Lageplan gekennzeichneten Grabstätten gesondert zu erwähnen: 1. Grabstätte der Familien Postels In der Nähe des Chores steht eine neogotische Rotsandsteinstehle, deren Spitzbogennische mit Maßwerk verziert ist. In der Nische befindet sich eine Kreuzigungsdarstellung mit vollplastischen Skulpturen Marias und Johannes. Im Dreiecksgiebel darüber, der von einem Kreuz bekrönt wird, sind in einem Vierpass die Buchstaben IHS eingeschrieben. 2. Grabstätte der Familie Engels Dreiteiliger Grabstein aus grauem, polierten Granit mit risalitartig vorspringendem, erhöhtem Mittelteil. Am Mittelteil ist ein flacher Christuscorpus (hohler Metallguss) angebracht, der seitlich von in den Stein geritzten Lebensbäumen flankiert wird. Die Seitenteile schließen mit einem Dreipassfries ab. Der Stein ist unten rechts signiert: „Köchling Elsen“. 3. Grabstätte der Familie Gottfried Tillmann Dreiplattengrab das um 1920/30 aus reich scharriertem Gusseisen entstand. Der erhöhte Mittelteil weist in seinem gebogenen Giebel ein Medaillon auf, das den Christuskopf mit Dornenkrone im Profil zeigt. Vor der mittleren Platte ist als Bestandteil des Grabsteines ein halbrunder Blumenkasten gestellt. 4. Grabstätte der Familie Granderath Breit gelagerter, 5-teiliger Grabstein aus schwarzem, polierten Granit aus der Zeit um 1920. In das große hervorgehobene Mittelstück mit Bogenabschluss und bekrönendem Kreuz sowie einem Christuskopfmedaillon ist ein Flachrelief aus Metall eingelassen, das die drei Frauen am Grab zeigt. 5. Grabstätte der Familie Haufs Dreiteiliges Plattengrab aus Gusseisen mit einem betonten Mittelteil, der mit einem Volutengiebel bekrönt ist. Das Relief darunter zeigt eine Pietá-Darstellung. Der Grabstein wurde um 1913 von Steinmetz Köchling angefertigt. 6. Grabstätte der Familie Klerks Grabanlage von 1912, deren dreiteiliger scharrierter und gestuckter Grabstein von einem Hochkreuz mit einem Christuskopfmedaillon im Schnittpunkt der Kreuzesarme geprägt wird. 7. Grabstätte der Familie Offermann Dreiteiliger Grabstein aus poliertem, grauen Granit, der ca. 1914 entstanden und unter rechts mit Köchling signiert ist. Der vorspringende Mittelteil zeigt ein Medaillon des Christuskopfes mit Dornenkrone, die niedrigeren Seitenteile sind oben mit einem Fries des sog. Laufenden Hundes geschmückt. 8. Grabstätte der Familie Pick Die Grabstätte von 1909 besteht nicht nur aus einer hohen Stele, die mit verschiedenen Bearbeitungsmöglichkeiten des schwarzen Granits von Hochglanz über gestuckte Flächen bis hin zum felsartige Sockel spielt, sondern auch aus der steinerne Grabumgrenzung. Im Zentrum des Hochkreuzes stehen die Buchstaben IHS. 9. Sandsteinhochkreuz eines Geistlichen, dessen Name unleserlich ist. Unter dem Schriftzug auf einer Marmortafel „Selig sind die Barmherzigen, denn sie werden Erbarmung finden“ ist in einem Vierpass des Sockels ein Kelch mit Hostie dargestellt. Der Stein wurde 1880 gefertigt. Bestandteil des denkmalwerten Friedhofs ist das Rondell südwestlich der Kirche, auf dem die schlichten Kreuze der im Zweiten Weltkrieg Gefallenen angeordnet sind. Zugehörig ist auch die historische, umlaufende Backsteinmauer, soweit diese sich erhalten hat. Außerhalb des denkmalwerten Friedhofsbereiches wurde in der westlichen Erweiterungsfläche des Friedhofs 1925 die Kriegergedächtniskapelle errichtet, ein schlankes polygonales Bauwerk mit geschwungenem Pyramidendach. Die Ecken des dreiseitig offenen Gebäudes sind durch Pfeiler aus Tuff und Muschelkalk betont, während die Wände aus Ziegel bestehen. Über der mittleren Öffnung, die von Skulpturen der Heiligen Sebastian und Martin flankiert wird, steht geschrieben. „Die dankbare Gemeinde ihren gefallenen Helden“ Im Inneren ist über einem römischen Sandsteinsarkophag, der auf dem Friedhof ausgegraben wurde, ein schlichtes Holzkreuz mit einem ungefaßten Christuskorpus, ebenfalls aus Holz, angebracht. Zu dessen Füßen steht folgender Text: „Den Gefallenen und Vermißten, den aus religiösen, rassistischen und politischen Gründen im Zweiten Weltkrieg ums Leben gekommenen 1939 bis 1945“. Daneben eingelassene Bronzetafel weisen die Namen der zwischen 1914 und 1918 Gefallenen auf. Die zahlreichen Sandsteinkreuze des 17. und 18. Jahrhunderts, die über gas gesamte katholische Friedhofsgelände in Bedburdyck an nicht originalen Standorten aufgestellt sind, dürfen ursprünglich auch von diesem Friedhof stammen. Der Friedhof dokumentiert in seiner historischen Umgrenzung die ursprüngliche Situation eines Kirchhofes, der die Pfarrkirche eines Ortes umgibt. Die leicht erhöhte Lage der Kirche St. Martinus prägt zusammen mit dem Friedhof den Ort Bedburdyck. Dieses traditionelle Miteinander von Kirche und Friedhof hat sich im Kreis Neuss nur selten erhalten und ist von daher bedeutend für die Geschichte des Menschen, besonders die Geschichte der Städte und Siedlungen. | 19. Jh.                                    | 22.04.1998            | 165             |
| Mariensäule vor Pfarrkirche St. Pantaleon                      | Mariensäule vor Pfarrkirche St. Pantaleon                      | Hochneukirch Hochstraße vor 15 Karte                   | Im Nordwesten vor der katholischen Pfarrkirche St. Pantaleon in Jüchen–Hochneukirch steht die neugotische Mariensäule des mittleren 19. Jahrhunderts. Auf zwei Basaltstufen und einem über sechseckigen Grundriss errichteten, profilierten Granitsockel steht ein ebenfalls sechseckiges Sandsteinpodest mit Inschrift und Datierung. Die Inschrift lautet: „Maria ohne Sünde empfangen, bitte für uns, die wir unsere Zuflucht zu Dir nehmen“. Die Datierung, die gegenüber der früheren Angabe (1844) korrigiert werden muss, nimmt Bezug auf den Feiertag Mariae Empfängnis: „8 Dezember 185?“. Die eingetiefte Schrift ist teilweise noch mit Gold hinterlegt. Der obere Bereich des Sandsteinpodestes ist mit Blendnischen, Maßwerk, Fialen, Krabben und kleinen geflügelten Wasserspeiern dekoriert. Das Podest trägt ein Säulenbündel mit Akanthuskapitell und Marienfigur, die auf einer Schlange und einem Halbmond steht. Auf dem Rücken befindet sich der Rest einer eisernen Halterung, die einst einen Strahlenkranz getragen haben dürfte. Die Mariensäule wurde – wie viele ihrer Art – im Zusammenhang mit der Verkündung des Dogmas von der Unbefleckten Empfängnis Mariae durch Papst Pius IX. (1854) errichtet und vermutlich beim Neubau der neugotischen Kirche St. Pantaleon im Jahre 1870 an den heutigen Standort versetzt. Sie stellt somit ein wichtiges kirchengeschichtliches Zeugnis dar, das zugleich die damalige Volksfrömmigkeit charakterisiert. | Mitte 19. Jh.                              | 05.05.2000            | 166             |
| Ehrenmal (Kriegergedenkstätte)                                 | Ehrenmal (Kriegergedenkstätte)                                 | Kelzenberg Kirschenweg neben Nr. 8 Karte               | Die klassizistische Kriegergedenkstätte wurde am 23. Oktober 1921 eingeweiht. Das wandartige Ehrenmal, aus Muschelkalk und Werkstein ist mit seinen Öffnungen, Pfeilerstellungen und Architrav seitlich raumgreifend nach vorne gezogen. Die seitlichen Pfeiler sind eierstabverziert. Die Mitte betont ein tempelartiger Durchlass mit dorischer Säulenstellung und Giebelfeld. In der Toröffnung steht ein schlichtes Steinkreuz über Eichelblättern und Helm. Eine Inschrift lautet: „Zum steten Gedenken“ und „Christus mein Leben, sterben ist mein“. In Sockel steht die Jahresangabe 1914/1918, im Architrav: 1939/1945. Auf steinernen Tafeln zwischen den Pfeilern finden sich die Namen der Gefallenen, ebenso auf 9 Kissensteinen auf dem von Buchsbaum eingefassten Vorplatz der Gedenkstätte. Die Anlage ist von einer niedrigen Mauer mit Treppenaufgang umgeben. Das Denkmal wird wie folgt begründet: 1. Das Ehrenmal hat Bedeutung für Städte und Siedlungen, hier insbesondere für die Stadt Jüchen und den Ort Kelzenberg, als Erinnerungsmal an seine junge historische Vergangenheit. 2. Die Gedenkstätte ist erhaltenswert aus wissenschaftlichen Gründen als anschaulich und überzeugender Vertreter des Typus des klassizistischen Ehrenmals der 1920er Jahre mit zahlreichen antikisierenden Details. Das Ehrenmal ist erhaltenswert aus volkskundlichen und ortsgeschichtlichen Gründen, als Zeichen der Volksfrömmigkeit und als Mahnmal und Erinnerungsstätte für die Bevölkerung von Kelzenberg. | 23.10.1921                                 | 10.04.2001            | 167             |
| Reihenwohnhaus (ehem. Vikarie)                                 | Reihenwohnhaus (ehem. Vikarie)                                 | Hochneukirch Hochstraße 39 Karte                       | Die ehemalige Vikarie in Hochneukirch wurde 1903 von dem Architekten Böttger gebaut. Es ist ein, die Nachbargebäude überragendes, zweigeschossiges, verputztes Reihenhaus mit ausgeprägtem, neugotischem Dekor, spitzbogiger Eingang mit eingestellten Säulchen, zweiflügelige, hölzerne Eingangstüre mit neugotischem Oberlicht, spitzbogige Keller- und z. T. Geschossfenster. Verschiedene Fensterformate, z. T. mit Steinsprossen. Die rechte Achse ist leicht vorgezogen, im Obergeschoss ist ein dreiseitiger Erker mit verschiefertem Walmdach. Das Erd- und Obergeschoss besitzt jeweils vier Räume, die beiden rechten Schließen das Treppenhaus ein, die linken sind als Durchgangsräume gestaltet. Original sind die Treppe, fast alle Türen, Zargen, Fenster und die Böden. Das Gebäude „Hochstraße 39“ in Hochneukirch besitzt Bedeutung als ehemaliges Wohngebäude des Vikars in der Zeit um 1900. Es ist erhaltenswert aus architekturgeschichtlichen Gründen als anschaulich gut erhaltenes, neugotisch gestaltetes Reihenwohnhaus der Jahrhundertwende um 1900, als ehemalige Vikarie besitzt das Gebäude ortsgeschichtliche Bedeutung und ist als städtebauliche Dominante im Umfeld inhomogener historischer Anschlussbebauung, in Blickachse des Pfarrhauses und gegenüber dem alten Rathaus von Bedeutung und erhaltenswert. | 1903                                       | 22.07.2002            | 168             |
| Fachwerkwohnhaus der Hofanlage                                 | Fachwerkwohnhaus der Hofanlage                                 | Wallrath Am Zollbrett 15 Karte                         | Giebelständiges, eingeschossiges Fachwerkwohnhaus mit jüngerem, zementpfannengedecktem Satteldach; der straßenseitige Giebel wurde, nach der Datierung im fachwerkimitierend verbretterten Giebeldreieck, wohl im Jahre 1914 verputzt; zweiachsig mit originalen Fensteröffnungen und alten, zweiflügeligen Holzsprossenfenstern; die linke Traufseite zeigt einfaches Ständer-Riegel–Fachwerk mit unverputzten, ausgeziegelten Gefachen; die Schwelle ist nur zu einem Drittel erhalten. Die rechte, hofseitige Traufwand mit weitem Dachüberstand ist glatt verputzt, der Eingang in den mittig gelegenen, ehemaligen Herdraum wird von zwei unterschiedlich großen Fensteröffnungen flankiert; rechts von rechten Fenster alte Außenpumpe mit originalem Schwengel und Kupfer–Zylinder. Jüngere Haustür mit dreiteiligem Oberlicht. Im Inneren ist die originale Raumaufteilung erhalten: Der Herdraum mit Kölner Decke über eingehälstem Unterzug und massiver Brandmauer zur Stube wurde nachträglich mit einem modernen Kleinmosaikfußboden versehen; die Decken in der Stube und in der hofseitigen Kammer sind abgehängt; alte Füllungstüren, alte Stiege zum Dachgeschoss; im Dachraum ist über der Stube eine Kammer zu Wohnzwecken ausgebaut; jüngerer Weichholzdachstuhl mit verschraubten Gebinden. Der am rückwärtigen Giebel anschließende Wirtschaftstrakt ist ebenso wie die Scheune an der Rückseite des Hofes, der modern mit Betonpflaster ausgelegte Hof selbst und das Torhaus mit dem rechts anschließenden Wirtschaftsbau jüngeren Datums und wie diese lediglich in der Kubatur Bestandteil des Baudenkmals. | um 1800                                    | 25.10.2005            | 169             |
| 31 Grabsteine und zentrales Denkmal auf dem jüdischen Friedhof | 31 Grabsteine und zentrales Denkmal auf dem jüdischen Friedhof | Garzweiler Garzweiler Allee Karte                      | Der jüdische Friedhof Garzweiler erlebte wegen des Braunkohlentagebaus Garzweiler eine eigentümliche Geschichte. In dem nicht mehr bestehenden Garzweiler war der Friedhof wahrscheinlich in der Mitte des 18. Jahrhunderts gegründet worden. Ende der 1980er Jahre wurde der Ort umgesiedelt und am Nordrand von Jüchen als Neu – Garzweiler wieder gegründet. Im Zuge dieser Maßnahme sind auch die Friedhöfe verlegt worden. Der jüdische Friedhof wurde in den neuen Gemeindefriedhof integriert, der seinen Platz im Ortszentrum hat. Er befindet sich am nördlichen Rand der rechteckigen Fläche, ist dort durch Hecken separiert und verfügt über einen separaten Eingang. Die Gebeine der Verstorbenen waren mit überführt worden. Der Braunkohlentagebau bewirkte also die Aufhebung des nach jüdischem Glauben ewigen Ruherechts verstorbener Juden. Die Neueinrichtung des Friedhofes im April 1990 wurde von Landesrabbiner Hochwald begleitet. Angesichts der Verlegung des Friedhofes sind in diesem Fall nur die historischen Grabsteine sowie das zentrale Denkmal denkmalwert gem. § 2 DSchG NW. Der jüdische Friedhof ist als querrechteckige Fläche mit drei Reihen Gräbern angelegt. Er wird durch ein eisernes Eingangstor betreten. Von hier führt ein kurzer, zentraler Weg auf ein Denkmal für die ehemaligen jüdischen Bürger zu. Es handelt sich um einen schwarzen Obelisken, der die Inschrift trägt: „den Opfern des Dritten Reiches“. Gesetzt wurde er von der Familie Levy in den 1960er Jahren auf dem Jüdischen Friedhof in Alt-Garzweiler. Im Sockelbereich sind Namen und Lebensdaten von jüdischen Gemeindemitgliedern verzeichnet. Die Gräber sind in der für christliche Friedhöfe typischen strengen Reihung angeordnet, wie sie auf Jüdischen Friedhöfen in der Regel nicht zu finden sind. 31 historische Grabsteine sind aufgestellt. Darüber hinaus gibt es Gräber ohne erhaltene Grabsteine, die mit einem kleinen, unbeschrifteten Stein gekennzeichnet sind. Das oben genannte Objekt ist bedeutend für die Geschichte des Menschen. Für seine Erhaltung und Nutzung liegen wissenschaftliche, insbesondere historische Gründe vor. Denkmalwert sind hier 31 historische Grabsteine sowie der Gedenkstein von 1960. Die Fläche des Friedhofes ist nicht in den Denkmalwert einbezogen, weil der Jüdische Friedhof Garzweiler sich nicht mehr an seinem ursprünglichen Platz befindet. Außerdem wurden bei der Neuanlage die Gräber anders angeordnet. | Mitte 18. Jh.                              | 17.12.2007            | 170             |

## Ehemalige Baudenkmäler
| Bild                                           | Bezeichnung                                          | Lage                                | Beschreibung | Bauzeit      | Eingetragen seit | Denkmal- nummer |
| ---------------------------------------------- | ---------------------------------------------------- | ----------------------------------- | --- | ------------ | ---------------- | --------------- |
|                                                | Evangelische Kirche                                  | Otzenrath Marktstraße 49            | |              |                  | 005             |
|                                                | Kapelle                                              | Holz Hauptstraße                    | |              |                  | 010             |
| Katholische Pfarrkirche St. Simon und Thaddäus | Katholische Pfarrkirche St. Simon und Thaddäus       | Otzenrath Hofstraße 9 Karte         | |              |                  | 016             |
| Wasserturm                                     | Wasserturm                                           | Holz Otzenrather Straße Karte       | | 1908         |                  | 018             |
|                                                | Wohnhaus als Teil einer Fachwerk/Backstein-Baugruppe | Jüchen Kelzenberger Straße 5        | |              |                  | 095             |
| Fachwerkhaus                                   | Fachwerkhaus                                         | Jüchen Kelzenberger Straße 35 Karte | Zweigeschossiger, giebelständiger Fachwerkbau mit hohem verputztem Sockel, breiten, schmalen Gefachen, modernen, das Gesamtbild stark beeinträchtigenden Fenstereinbrüchen; modernes unproportioniertes Dach mit Holzverkleidung im oberen Teil zur Straße hin; erhält überwiegend durch sein Alter Denkmalcharakter. | Ende 18. Jh. | 01.09.1987       | 099             |
|                                                | Backsteinhofanlage                                   | Otzenrath Bahnstraße 7              | |              |                  | 128             |
|                                                | Hofanlage                                            | Otzenrath Hofstraße 8               | |              |                  | 152             |
|                                                | ehemaliges Bahnhofsgebäude                           | Otzenrath Bahnstraße 102/104        | |              |                  | 153             |
|                                                | Hofanlage                                            | Otzenrath Hofstraße 79              | |              |                  | 157             |